# Stadion Vogelgesang
Das Stadion Vogelgesang ist ein Fußballstadion in der brandenburgischen Stadt Rathenow, Landkreis Havelland. Der 1991 gegründete Fußballverein FSV Optik Rathenow trägt auf der Anlage seine Heimspiele aus. Nach einem Umbau, der sich von 2006 bis 2009 erstreckte, bietet das Stadion Platz für 5000 Zuschauer.

## Geschichte
Die Geschichte des Stadions Am Vogelgesang begann um die Jahrhundertwende vom 19. zum 20. Jahrhundert als Trabrennbahn. Die damals typische Holztribüne war für 400 Zuschauer ausgelegt. Fast ein Jahrhundert überstand der Zuschauerrang. 1994 randalierten bei einem Spiel der Regionalliga Nordost zwischen dem FSV Optik Rathenow und dem 1. FC Union Berlin Zuschauer der Gastmannschaft auf dem Holzbau. Die Schäden waren erheblich und das zuständige Bauamt schloss zunächst den Rang und ließ ihn einige Wochen später wegen Baufälligkeit abreißen. Einzig verblieben war der unter der Tribüne liegende Sozialtrakt. Dieser war in einem ebenfalls schlechten Zustand und mit Schimmel durchzogen. Da es keine Alternative gab, musste er von den Jugend- und Herrenmannschaften des FSV bis 2006 weiter genutzt werden. 
Im Februar 2006 wurden mithilfe von Geldern aus „ZiS – Zukunft im Stadtteil“, ein Förderprogramm im Land Brandenburg, die Umbauarbeiten am „Volkssportpark Vogelgesang“ begonnen. Das Hauptaugenmerk wurde auf den Bau eines neuen Sozialtraktes, die Anlage eines Kunstrasenplatzes sowie die Umzäunung des Geländes gelegt. Der geplante Bau eines neuen Zuschauerranges musste aus finanziellen Gründen zunächst warten, konnte aber im folgenden Jahr verwirklicht werden. Der Rang besteht aus zwei Teilen links und rechts des neuen Sozialgebäudes. Zuvor wurde die Aschenbahn um das Spielfeld entfernt. Nach der Haupttribüne wurde ein Jahr später auch die Gegengerade erneuert und teilweise mit einem Dach versehen. Des Weiteren entstand auf dem rechten Teil der Haupttribüne ein V.I.P.- sowie ein Presseraum.
2017 erhielt das Stadion Vogelgesang eine Flutlichtanlage. Die Kosten beliefen sich auf 400.000 Euro, von denen 200.000 das Land Brandenburg, der Landkreis Havelland 100.000 sowie jeweils 50.000 Euro die Stadt und ein Konjunkturpaket übernahmen. Der Nordostdeutsche Fußballverband machte die Beleuchtungsanlage zur Voraussetzung für die Teilnahme an der Fußball-Regionalliga Nordost 2018/19. Damit sind auch Fernsehübertragungen von Abendspielen möglich.
Am 25. Mai 2019 trafen Optik Rathenow und der Drittligaabsteiger FC Energie Cottbus im Endspiel des Landespokal 2018/19 im Rathenower Stadion aufeinander. Optik unterlag Energie durch einen Treffer von Streli Mamba knapp mit 0:1.

## Galerie

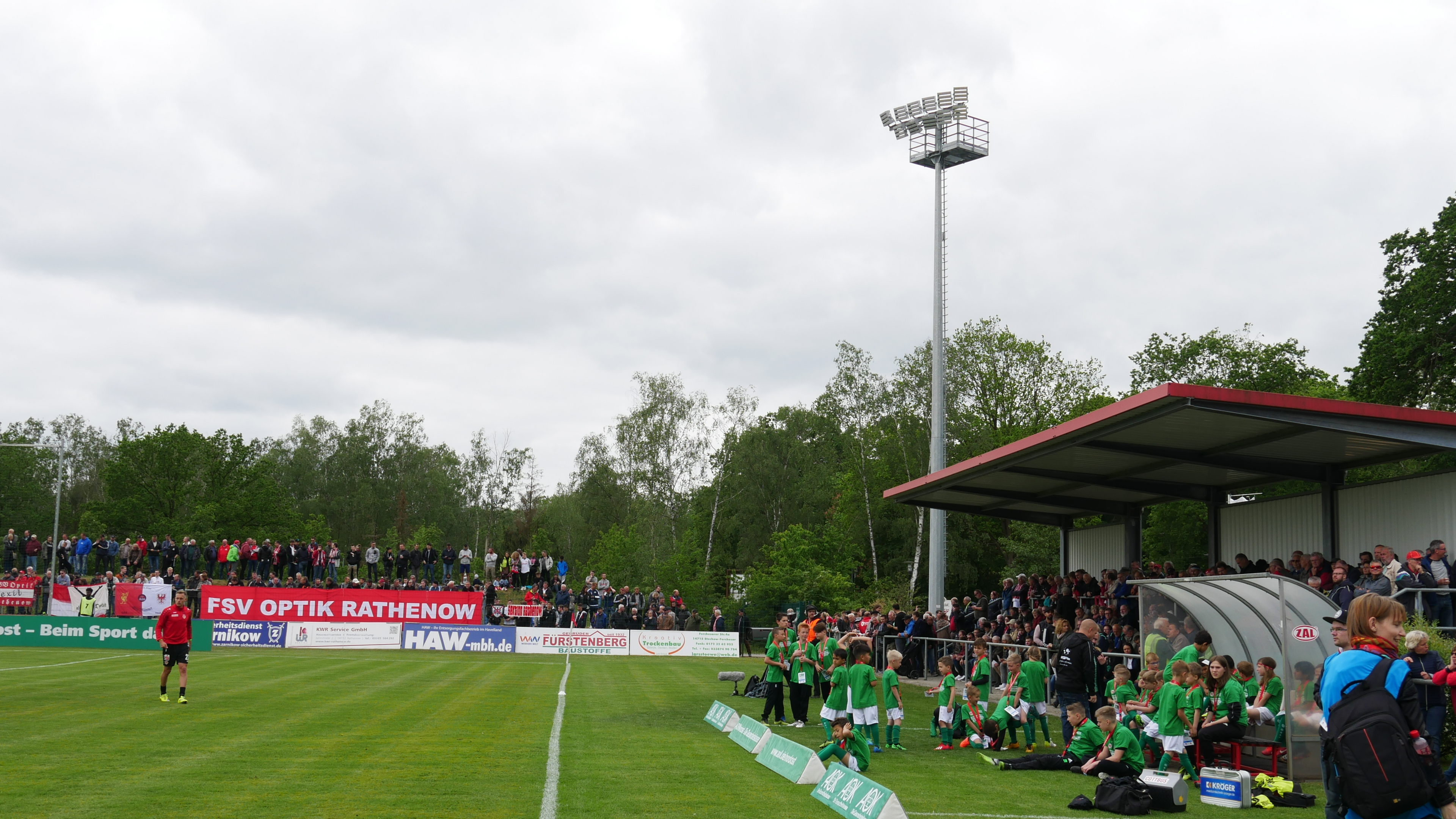
Kurve beim Landespokalfinale 2019
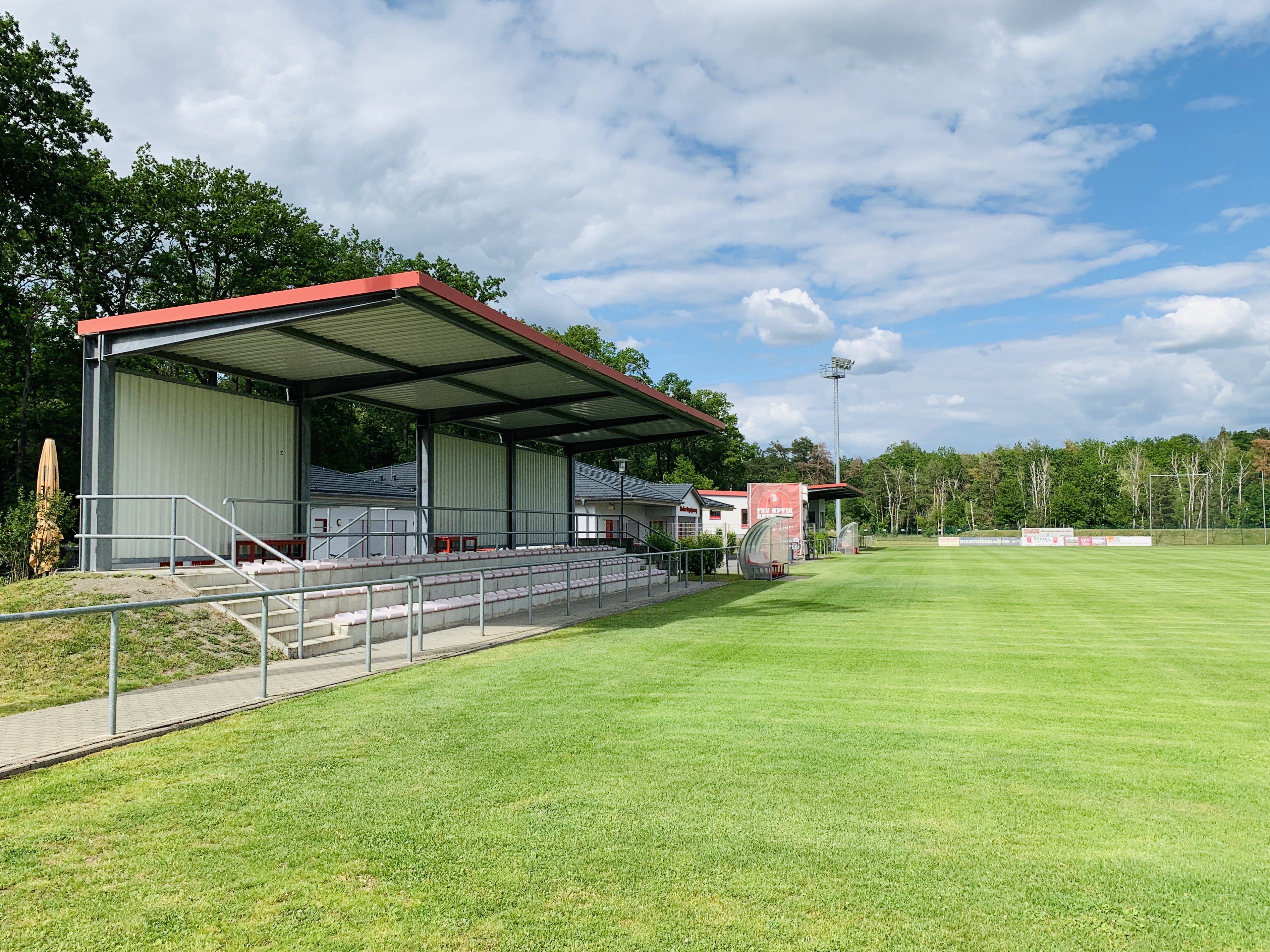
Sitzplätze auf der Heimtribüne
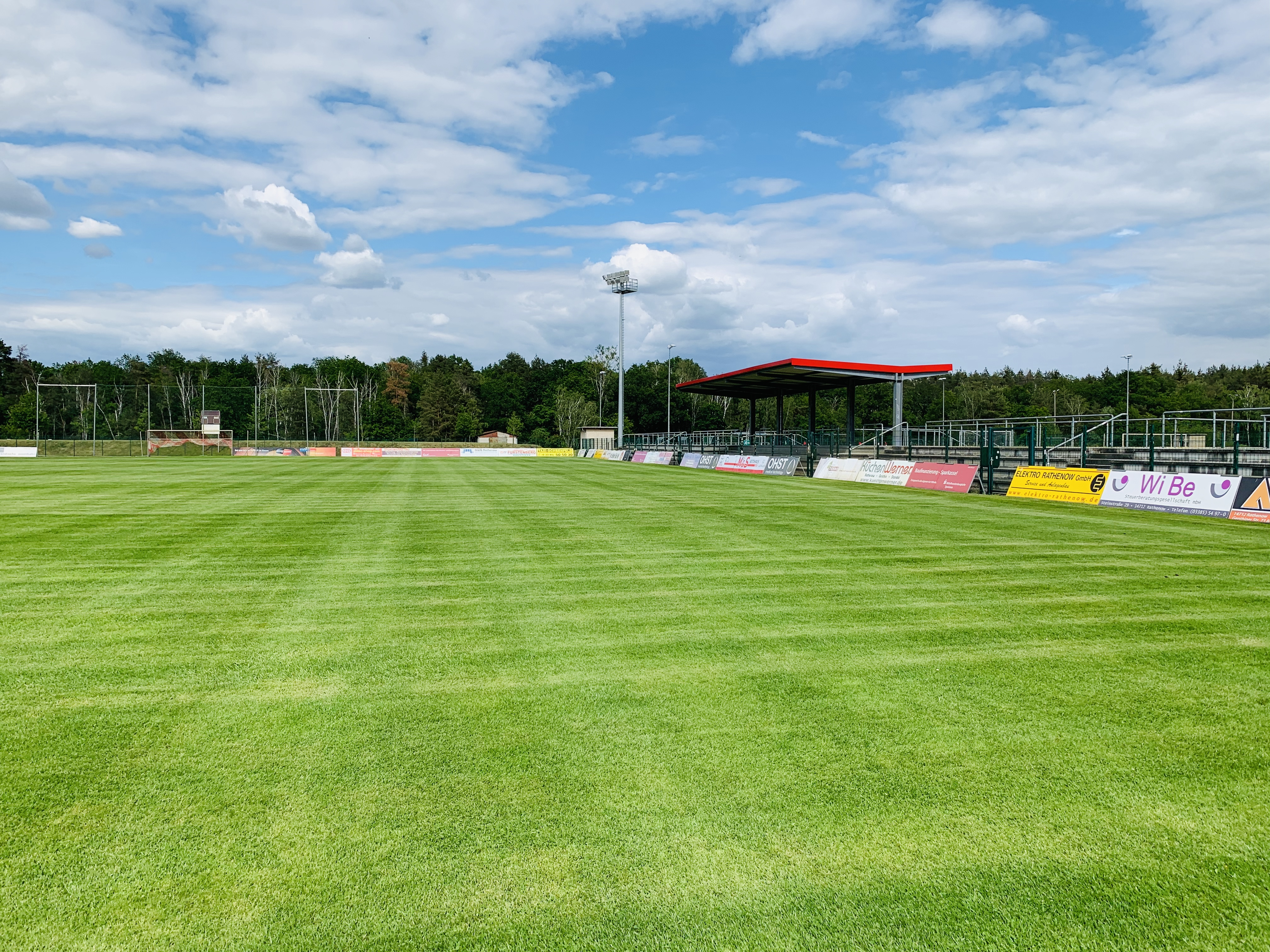
Gästetribüne
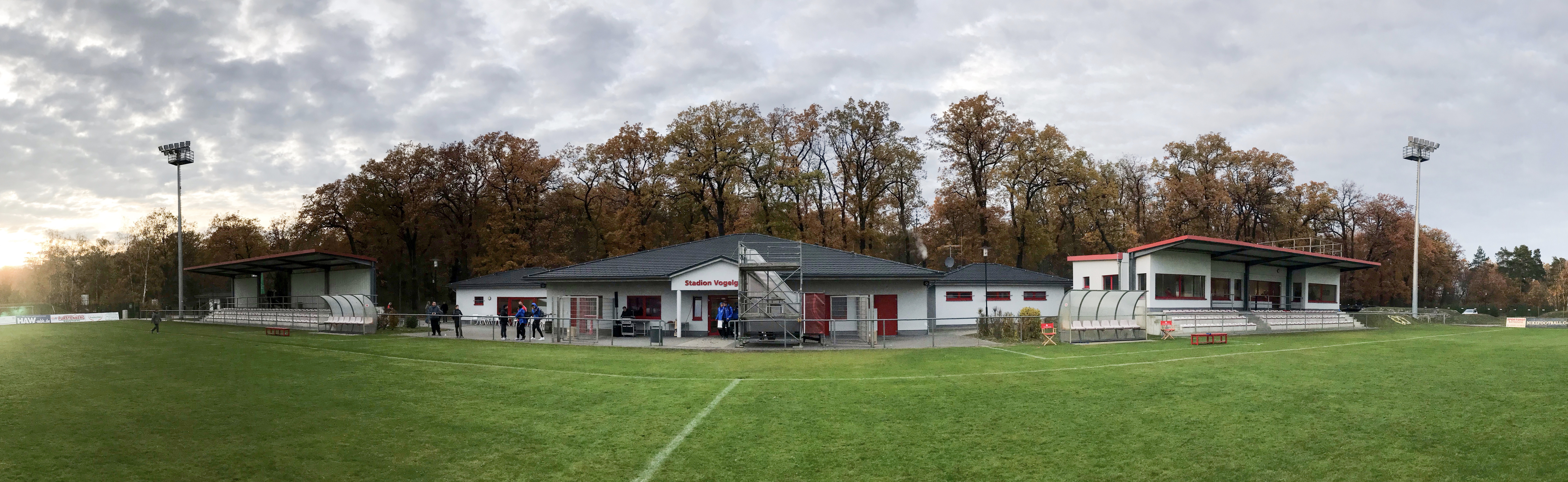
Panorama